# Yōta Akimoto
Yōta Akimoto (jap. 秋元 陽太 Akimoto Yōta; ur. 11 lipca 1987) – japoński piłkarz występujący na pozycji bramkarza. Obecnie występuje w Shonan Bellmare.

## Kariera klubowa
Od 2006 roku występował w klubach Yokohama F. Marinos, Ehime FC, Shonan Bellmare i FC Tokyo.